# Esquí acrobàtic als Jocs Olímpics d'hivern de 2002
Als Jocs Olímpics d'Hivern de 2002 celebrats a la ciutat de Salt Lake City (Estats Units) es disputaren quatre proves d'esquí acrobàtic, dues en categoria masculina i dues més en categoria femenina en la modalitat de bamps i salts acrobàtics.
La competició se celebrà entre els dies 9 i 19 de febrer de 2002 a les instal·lacions de Deer Valley. Hi participaren un total de 105 esquiadors, entre ells 55 homes i 50 dones, de 21 comitès nacionals diferents.

## Resum de medalles

### Categoria masculina
| Prova                    | Or            | Argent       | Bronze         |
| Bamps Detalls            | Janne Lahtela | Travis Mayer | Richard Gay    |
| Salts acrobàtics Detalls | Aleš Valenta  | Joe Pack     | Alexei Grichin |

### Categoria femenina
| Prova                    | Or            | Argent           | Bronze        |
| Bamps Detalls            | Kari Traa     | Shannon Bahrke   | Tae Satoya    |
| Salts acrobàtics Detalls | Alisa Camplin | Veronica Brenner | Deidra Dionne |

## Medaller
| Posició | País         | Or | Argent | Bronze | Total |
| 1       | Austràlia    | 1  | 0      | 0      | 1     |
| 1       | Finlàndia    | 1  | 0      | 0      | 1     |
| 1       | Noruega      | 1  | 0      | 0      | 1     |
| 1       | Txèquia      | 1  | 0      | 0      | 1     |
| 5       | Estats Units | 0  | 3      | 0      | 3     |
| 6       | Canadà       | 0  | 1      | 1      | 2     |
| 7       | Belarús      | 0  | 0      | 1      | 1     |
| 7       | França       | 0  | 0      | 1      | 1     |
| 7       | Japó         | 0  | 0      | 1      | 1     |
|         |              |    |        |        |       |
| Total   | Total        | 4  | 4      | 4      | 12    |